# كساح الأطفال
كُساح الأطفال (بالإنجليزية: rickets)‏، أو الرَّخَد هي حالة تؤدي إلى ضعف أو رخوة العظام عند الأطفال، والناجمة إما عن نقص غذائي أو أسباب وراثية. تشمل الأعراض تقوس الساقين، تعثر النمو، ألم العظام، الجبين الكبير، وصعوبات في النوم. قد تشمل المضاعفات تشوهات العظام، كسور العظام الكاذبة، تشنجات العضلات أو العمود الفقري المنحني بشكل غير طبيعي.
السبب الأكثر شيوعًا للكُساح هو نقص فيتامين (د)، على الرغم من وجود أشكال وراثية أيضًا. يمكن أن ينتج هذا عن تناول نظام غذائي لا يحتوي على ما يكفي من فيتامين (د)، الجلد الداكن، قلة التعرض للشمس، والرضاعة الطبيعية الحصرية مكملات فيتامين (د)، الداء البطني، وبعض الحالات الوراثية. قد تشمل العوامل الأخرى عدم كفاية الكالسيوم أو الفوسفور. تتضمن الآلية الأساسية تكلسا غير كاف لصفيحة النمو. يعتمد التشخيص بشكل عام على اختبارات الدم التي تُظهر الكالسيوم المنخفض، الفوسفور المنخفض، وفوسفاتاز قلوي عالي مع الأشعة السينية.
الوقاية بالنسبة للأطفال الذين يرضعون رضاعة طبيعية حصرًا هي مكملات فيتامين (د). خلاف ذلك، يعتمد العلاج على السبب الأساسي. إذا كان ذلك بسبب نقص فيتامين (د)، فعادة ما يكون العلاج بفيتامين (د) والكالسيوم. يؤدي هذا عمومًا إلى تحسينات في غضون أسابيع قليلة. قد تتحسن تشوهات العظام أيضًا بمرور الوقت. من حين لآخر يمكن إجراء الجراحة لتصحيح تشوهات العظام. عادةً ما تتطلب الأشكال الجينية للمرض علاجًا متخصصًا.
يحدث الكُساح بشكل شائع نسبيًا في الشرق الأوسط، أفريقيا وآسيا. إنه غير شائع بشكل عام في الولايات المتحدة وأوروبا، باستثناء بعض مجموعات الأقليات. يبدأ في مرحلة الطفولة، عادة ما يتراوح من عمر 3 إلى 18 شهرًا. معدلات المرض متساوية بين الذكور والإناث. تم وصف حالات ما يعتقد أنه كساح منذ القرن الأول، كانت الحالة منتشرة على نطاق واسع في الإمبراطورية الرومانية. شملت العلاجات المبكرة استخدام زيت كبد سمك القد.

## وبائية المرض
الأكثر عرضة للإصابة بمرض الرخد (لين العظام في الأطفال) هم:-
- الأطفال الرضع الذين يرضعون طبيعياً من ثدي أمهاتهم ولا يتعرضون لأشعة الشمس هم ولا امهاتهم.
- الأطفال الذين لا يشربون اللبن، مثل أولئك الذين لديهم حساسية من اللاكتوز.
- إذا كانت الأم تعاني من انخفاض مستويات فيتامين د أثناء الحمل، قد يصاب طفلها الرضيع لين العظام عند الولادة، وهذا غالبا ما يشار إلى أنه لين عظام خلقي.
- الأطفال الأكثر عرضة هم من سن 6 شهور إلى 24 شهور، والسبب وراء التغير أو النقصان في مستويات الكالسيوم أو فيتامين دال هو في الأساس إما خلل في الجهاز الكلوي، أو نقصان مستوى المعادن في الغذاء.

## أسباب المرض
توجد أسباب متعددة لهذا المرض أهمها وأكثرها شيوعاً هو نقص فيتامين د لأن أهم وظائف هذا الفيتامين هو زيادة مستويات الكالسيوم والفوسفور في الدم عن طريق زيادة امتصاص أملاح الكالسيوم والفوسفور من الأمعاء وتقليل إفرازها مع البول، ومن ثم انتقالها لبناء العظام وتحويل الأجزاء الغضروفية اللينة منها إلى أجزاء عظمية صلبة مما يسمح ببناء الهيكل العظمي. ولأن هرمون الغدد جارات الدرقية يساعد على تصنيع فيتامين د، قلة نشاط هذا الهرمون سبب رئيسي لنقص أملاح الكالسيوم والتسبب بلين العظام.
وهناك أسباب أخرى لمرض لين العظام غير الخلل في وظيفة فيتامين د أو تصنيعه، منها أمراض الكبد أو الكلى المزمنة ومشاكل الدم وحالات الاسهال المزمنة وحالات خلل الامتصاص من الأمعاء الدقيقة واستخدام بعض الأدوية لفترات طويلة كبعض الأدوية المستخدمة لعلاج حالات الصرع.
ويمكن أيضاً أن يحدث مرض لين العظام لأسباب وأمراض وراثية كتلك التي تؤثر على الكلى منقصة نشاط إنزيماتها اللازمة لعمل فيتامين د أو مضعفة قدرتها على حفظ أملاح الفوسفات في الجسم.

## أهم المصادر الطبيعية لفيتامين د

### أهم المصادر الطبيعية
أهم المصادر الطبيعية لفيتامين د هو تصنيعه من الكولسترول في الجلد بعد تعرضه لأشعة الشمس فوق البنفسجية.

### أهم المصادر الغذائية
وأهم مصادره الغذائية هو الحليب ومشتقاته كاللبن والجبن والقشدة والزبدة ويوجد أيضاً في البيض وزيت السمك والكبد وأطعمة أخرى متعددة.

## السبب الرئيسي لنقص فيتامين د
إن السبب الرئيسي لنقص فيتامين د هو قلة التعرض لأشعة الشمس بالإضافة إلى قلة تناول الأغذية التي تحتوي على هذا الفيتامين. ويتعرض الأشخاص ذوو البشرة الداكنة لنقص فيتامين د أكثر من غيرهم لاحتياجهم لامتصاص كمية أكبر من أشعة الشمس لتكوين الفيتامين.
كما يزداد شيوع المرض في المناطق الباردة غير المشمسة ويتعرض الأطفال الخدج لأعراض مبكرة للمرض لأن الجزء الأكبر من تكوين عظام الجنين يتم في المرحلة الأخيرة من الحمل ولازدياد حاجاتهم للتعويض نتيجة لسرعة النمو.

## أعراض المرض
يزداد شيوع مرض لين العظام في السنتين الأولى والثانية من عمر الطفل وتظهر الأعراض بعد نقص فيتامين د لعدة أشهر وتزداد شدة أعراض المرض مع تأخر علاج الحالة أو حسب مصاحبته لمسببات مرضية أخرى، وأهم أعراض المرض كما يلي:

### الرأس
رخاوة: في المناطق المجاورة لمفاصل الجمجمة واستمرار اتساع منطقة اليافوخ مع ازدياد حجم الرأس وبروز الجبهة وتغير شكله الدائري تأخر أو عدم ظهور الأسنان أو تشوهها

### الصدر
- ظهور نتوءات على شكل مسبحة في أطراف الأضلاع عند اتصال الغضاريف بالعظام.
- بروز عظام الصدر إلى الأمام لتعطي شكلاً شبيها بصدر الحمام وهو ما يسمى بالصدر الجؤجؤي.
- وجود تقعر في الجزء السفلي من الصدر على امتداد ارتباط الحجاب الحاجز بجدار الصدر من الداخل [8] ويسمى تقعر أو أخدود هاريسون[9] وهاريسون هو الطبيب البريطاني الذي وصف هذا الأخدود.

### العمود الفقري
قد يتعرض العمود الفقري إلى انحناءات جانبية أو أمامية غير طبيعية.

### الحوض
يتأخر نمو عظام الحوض مع حدوث تشوهات متنوعة.

### الأطراف
تتضخم نهايات عظام الأطراف حول الرسغ والكاحل مع وجود انحناءات في العظام الطويلة للأطراف العلوية والسفلية تظهر بشكل أوضح في تقوس السيقان أو تلامس الركبتين وقد تؤدي هذه التشوهات في العمود الفقري والأطراف السفلية إلى قصر القامة.

### الأربطة
تتعرض أربطة المفاصل إلى ارتخاءات وليونة.

### العضلات
يؤدي هذا المرض إلى تأخر نمو العضلات وضعف عام وإلى تأخر النمو العضلي لدى الطفل بحيث يتأخر الطفل في الزحف والحبو والجلوس والوقوف والمشي. كما يؤدي نقص أملاح الكالسيوم إلى تقلصات عضلية وحالات تشنج متكررة.

## أعراض أخرى
نتيجة سوء التغذية تصاحب المرض أعراض أخرى كفقر الدم وأمراض نقص الفيتامينات أو المواد الغذائية الأخرى كما تزداد نسبة الإصابة بالأمراض الصدرية.

## العلاج
في حالات نقص فيتامين د نتيجة نقص التغذية أو قلة التعرض للشمس يتم علاج المرض بتعويض الفيتامين عن طريق الفم لعدة أسابيع تحت إشراف الطبيب يتحسن شكل تشوهات العظام ولكن الحالات المتطورة قد تسبب تشوهات عظمية مزمنة وينبغي علاج التشنجات نتيجة نقص أملاح الكالسيوم كحالات اسعافية بتعويض أملاح الكالسيوم مع ملاحظة دقيقة وتحاليل دم متكررة لمعرفة نسبة الأملاح
أما الأسباب الأخرى لمرض لين العظام وهي أقل شيوعاً فيتم علاجها تحت رعاية طبية متواصلة حيث يحتاج المريض إلى تعويض دائم لفيتامين د ويحتاج إلى تعويض دائم لأملاح الكالسيوم والفوسفات وإلى علاج المضاعفات الأخرى المصاحبة للمرض المسبب.

## الوقاية خير من العلاج
وهنا عدة نصائح لمنع هذا المرض:
أولا: ينصح بالتعرض لأشعة الشمس المباشرة على فترات متكررة أثناء اعتدال حرارة الشمس في بداية النهار أو نهايته.
ثانياً: الغذاء الصحي المتوازن الذي يحتوي على كمية كافية من فيتامين د.
ثالثاً: أخذ الفيتامينات والغذاء المناسب من قبل النساء أثناء فترة الحمل لمنع حدوث المرض لدى المواليد.
رابعاً: بداية الغذاء الإضافي للطفل من غير الحليب في العمر المحدد وإذا كان الطفل يعتمد على الرضاعة الطبيعية فيجب إضافة الفيتامينات حسب إرشادات الطبيب وخصوصاً للأمهات اللاتي يعانين من نقص أملاح الكالسيوم أو فيتامين د
خامساً: المتابعة الصحية المتواصلة عند اكتشاف المرض أو مسبباته لمنع مضاعفات المرض أو مضاعفات مسببات المرض الأخرى.

## اقرأ أيضاً
- هشاشة العظام
- فيتامين د
- ركبة فحجاء